# Zbór Kościoła Adwentystów Dnia Siódmego w Szczecinku
Zbór Kościoła Adwentystów Dnia Siódmego w Szczecinku – zbór adwentystyczny w Szczecinku, należący do okręgu zachodniopomorskiego diecezji zachodniej Kościoła Adwentystów Dnia Siódmego w RP.
Pastorem zboru jest kazn. Piotr Samulak, natomiast starszym – Jan Dorocki. Nabożeństwa odbywają się w kaplicy przy ul. Limanowskiego 6/1 każdej soboty o godz. 9.30.